# Conker: Live & Reloaded
Conker: Live & Reloaded è un videogioco per la console Microsoft Xbox. È uscito il 21 giugno 2005 come remake del videogioco per Nintendo 64 Conker's Bad Fur Day. Il protagonista è lo scoiattolo Conker, nato inizialmente come personaggio di giochi per ragazzini come Diddy Kong Racing, ma questo titolo è stato sviluppato per adulti.
Oltre alla sezione multigiocatore completamente rifatta, il gioco si fregia di una grafica migliorata per utilizzare la maggiore potenza di Xbox rispetto al Nintendo 64. Purtroppo alcuni contenuti ritenuti volgari dai produttori di Microsoft sono stati censurati rispetto alla versione originale. Il gioco ha ricevuto in generale buoni giudizi (anche se alcune critiche da parte dei fan dell'originale non sono mancate per via della censura), e nel 2005 è stato nominato da IGN come il gioco per Xbox con la grafica migliore per quell'anno.

## Trama
Il gioco si apre con una parodia della scena iniziale dell'Arancia meccanica che presenta il protagonista, Conker lo scoiattolo, come re di tutta la terra e di qualunque cosa. Tuttavia questo  non è quello che vuole e di conseguenza inizierà a narrare al giocatore la sua storia: rimasto ubriaco dopo una serata con gli amici al bar, Conker tenta di tornare a casa sua dove lo attende la sua amante Berri, ma prende erroneamente un'altra via a causa dello shock ricevuto. La via lo porta in un regno misterioso dominato dall'antagonista dell'avventura, il malvagio Re Panther.
Quest'ultimo è su tutte le furie dopo l'irreparabile guasto di una gamba del suo pregiato tavolino e si affida per la risoluzione del problema al suo scienziato, il Dr. Von Kriplespac, una donnola tedesca disabile, che gli consiglia il corpo di uno scoiattolo come probabile sostituto della gamba. Intanto Conker, riacquisiti i sensi grazie ad uno spaventapasseri di nome Birdy, si mette in marcia per tornare a casa, ma si caccerà in grottesche situazioni come per esempio ritrovarsi faccia a faccia con il Great Mighty Poo, un mostro di escrementi dalla voce canora, essere trasformato in vampiro dal Conte Conkula (parodia di Dracula), salvare un alveare da una banda di vespe, o ritrovarsi coinvolto in una guerra tra scoiattoli grigi e Tedizs, orsacchiotti nazisti.
A seguito delle sue disavventure, Conker scopre che Berri è stata nel mentre rapita da un boss mafioso, la donnola Don Weaso, che intende usarla come ballerina di un suo pub e che ordina a lei e Conker di rapinare una banca (evidente parodia di Matrix). Solo alla fine Conker verrà a conoscenza che Don Weaso era nient'altri che un alleato del re Panther e che quindi il tutto era un piano per catturarlo. La pantera fa subito uccidere Berri a fucilate da Don Weaso, provocando la disperazione e l'ira dello scoiattolo, ma improvvisamente una creatura aliena esce dal suo petto ed è comandata da Von Kriplespac di uccidere Conker ad ogni costo. Inizia così la battaglia finale durante la quale Don Weaso fugge via ed i corpi di Panther, Berri e Von Kriplespac finiscono nello spazio per via del portellone dell'astronave aperto. Subito dopo il gioco subisce un blocco, cosa che offre a Conker la possibilità di chiedere agli sviluppatori del gioco di teletrasportare l'alieno nella sala del trono del re Panther, dove lo uccide definitivamente con una spada.
Si ritorna all'inizio della storia dove Conker viene così nominato re supremo di tutto, ma è molto arrabbiato per il fatto che avesse pensato più a sconfiggere il boss e che si fosse dimenticato di chiedere agli sviluppatori di riportare Berri in vita. La scena finale vede Conker ubriacarsi di scotch whisky nel vecchio pub, ma nel momento in cui tenta di tornare a casa prende un'altra strada sbagliata...

## Modalità di gioco
Il gioco ha un nuovo sistema di combattimento sia per la modalità giocatore singolo che multiplayer.

## Capitoli

### Multiplayer
Conker: Live & Reloaded è dotato di un'intensiva componente multiplayer (sia a schermo condiviso che su Xbox Live), che si può considerare come gioco a sé stante. La porzione multiplayer è ambientata in una guerra tra i Tediz e gli SHC (abbreviazione di Squirrel High Command), in cui figurano diverse citazione di famosi lungometraggi (tra cui Salvate il soldato Ryan e Terminator).
Sia i Tediz che gli SHC hanno sei classi, le armi e le abilità di ciascuna classe sono identiche in entrambi gli schieramenti, con le sole differenze di voce e aspetto. Ci sono due modalità: Team e Deathmatch. La modalità multiplayer è suddivisa in 8 missioni.
Ogni personaggio ha le proprie armi e le proprie peculiari caratteristiche, per esempio un personaggio lento ma con armi pesanti e potenti e così via.

## Citazioni
- L'inquadratura iniziale, che si allontana dal protagonista seduto su un trono, è un probabile riferimento al film Arancia meccanica.
- Heinrich è lo stesso alieno del film Alien.
- La sequenza della sparatoria fra gli scoiattoli e gli orsetti ricorda una di quelle del film Salvate il soldato Ryan.
- Nell'ultimo capitolo del gioco la rapina alla banca è presa pari pari dal film Matrix dove i due scoiattoli Conker e la fidanzata Berry impersonano i due protagonisti del film, Neo e Trinity.